# تد مک‌کورد
تد مک‌کورد (انگلیسی: Ted D. McCord; ۲ اوت ۱۹۰۰ – ۱۹ ژانویهٔ ۱۹۷۶) مدیر فیلم‌برداری اهل ایالات متحده آمریکا بود.
از فیلم‌های او می‌توان به نقطه فروپاشی و الاکلنگ دونفره اشاره کرد.